# Onthophagus nilicola
Onthophagus nilicola là một loài bọ cánh cứng trong họ Bọ hung (Scarabaeidae).